# 李喬 (嘉靖進士)
李喬（1485年—？年），字于遷，江西建昌府廣昌縣人，民籍。

## 生平
治《書經》，行二十二，由國子生中式丙子科（1516年）江西鄉試第二十二名舉人，年三十九歲中式嘉靖二年（1523年）癸未科會試第三百七十三名，第二甲第一百二十五名進士。历官吏部署员外郎，嘉靖十二年三月考察去职。曾在广昌建石冈书院。

## 家族
曾祖李子玉。祖父李昇，县丞。父李庆。母傅氏。具庆下。兄時、新、祥、芳、順、桂、智（主簿）、邦、樞、習、弟懋、壽、麟。